# 千北英倫子
千北 英倫子（ちぎた えりこ、1982年10月18日 - ）は、日本のフリーアナウンサーである。NIB長崎国際テレビの元アナウンサー。日本テレビ放送網契約アナウンサー・日テレ学院アナウンススクール講師。

## 人物
長崎県立佐世保西高等学校を経て群馬大学卒業後、NIB入社。
座右の銘は『笑う門には福来る』。
実姉は元宝塚歌劇団雪組トップスターの早霧せいなである。

## エピソード
- 2006年の24時間テレビ 「愛は地球を救う」では、佐世保会場で当時アナウンサーとして在籍していた西村正行と共に司会を務め、地元凱旋を果たした。
- NIB長崎国際テレビのアナウンサーは大半が報道記者を兼ねる。2007年、当時の長崎市長・伊藤一長が銃殺された事件では、「NEWS ZERO」において、「記者」として伊藤市長が運ばれた長崎大学病院の前から中継リポートを行った。また、12月に佐世保市で発生した銃乱射事件の際にも、「地元」ということで直ちに派遣され、「ズームイン!!サタデー」「ウェークアップ!ぷらす」などで警察署からのリポートを行っている。
- 2014年3月、長崎国際テレビを退社[2]し、系列キー・日本テレビの局契約アナとなり、スカパー!「日テレNEWS24」を中心に担当している。
- 2016年長男を出産。

## 担当番組

### 長崎国際テレビ
- NNN Newsリアルタイム 2006年4月3日 - 2010年3月26日
- ペット大集合!ポチたま生放送2時間スペシャル（テレビ東京、2009年2月27日）
- NIB news every.（水・木・金）2010年3月29日 - 2014年3月28日
- ウェークアップ!ぷらす（長崎さるく博のリポート中継で全国デビュー）
- 24時間テレビ 「愛は地球を救う」
- 地上デジタル放送推進大使

### フリーランス
- Oha!4 NEWS LIVE（日テレNEWS24・日本テレビ系列）ニュースキャスター（水・木・金担当）[3] - 2014年3月31日[4] - 2015年3月27日[5]
- ALL! V・ファーレン～長崎総V・ファーレン化実行委員会～